# 鯖江藩
鯖江藩（さばえはん）は、越前国今立郡西鯖江村の鯖江陣屋（現在の福井県鯖江市）を居所とした藩。1720年に譜代大名の間部氏が5万石で入る。幕末期の藩主間部詮勝は老中となるが、井伊直弼のもとで安政の大獄を指揮したため、1862年にその責を問われて減封などの処分を受ける。以後、4万石の藩として廃藩置県まで続いた。

## 歴史

### 前史
藩主家の間部家は、第6代将軍・徳川家宣の信任を得て立身し、権勢をふるった側用人間部詮房の家であり、鯖江藩初代藩主となる間部詮言は詮房の嗣子（実弟）である。
享保元年（1716年）、徳川吉宗が第8代将軍になると詮房は失脚し、享保2年（1717年）に上野高崎藩から越後村上藩に移封を命じられた。城主格の格式は維持されたものの、左遷と見なされている。享保5年（1720年）に詮房は没し、間部詮言が跡を継いだが、間部家にはただちに再度の移封が命じられることになる。

### 間部家の入封
享保5年（1720年）9月12日、間部詮言に越前国内5万石（今立郡107か村、丹生郡14か村、大野郡11か村）への移封が命じられた。これらの村は幕府領で、葛野陣屋（今立郡74か村と丹生郡14か村）と西鯖江陣屋（今立郡33か村と大野郡11か村）に管轄が分かれていた。享保6年（1721年）3月26日、間部詮言は幕府代官の小泉市太夫（葛野陣屋）・窪島作右衛門（西鯖江陣屋）から新領地を受け取った。同年4月21日に旧領村上を新領主内藤氏に引き渡し、領地替えの手続きが完了した。
新領地に城はなく（間部家が無城大名へと降格させられたことを意味する）、幕府代官所であった西鯖江陣屋をそのまま使用することとなった。鯖江は誠照寺（浄土真宗）の門前町で、北陸道の間の宿ではあったが、詮言に与えられたのは西鯖江村のみで、北陸道を挟んだ東鯖江村は小浜藩領であった。西鯖江村は戸数27戸という寒村（村高800石）であったといい、陣屋町の建設も困難なほど狭小であった。このため鯖江藩は領地替えを幕府に申請し、享保6年（1721年）9月9日に東鯖江村を鯖江藩領として、ようやく陣屋町建設に必要な土地を手に入れた。陣屋町の形成に着手し、領国支配機構を整えた詮言は、領国入りを果たすことのないまま没した。藩主の初めて領地入りが行われたのは、享保14年（1729年）、2代藩主・間部詮方の時であり、これに合わせる形でおよそ8年を要した陣屋町建設は一応の完成を見たという。

### 財政難と藩運営
鯖江藩は越前国で最も遅く成立した藩であり、諸藩領に割り込む形で藩領が設定されたため、領地は国内に分散して一体性も薄かった。短期間で2度の転封を命じられた上、村上藩と鯖江藩は表高（5万石）は変わらないものの、村上藩では実高が7万石程度あったのに対して、鯖江藩は表高通りの5万石で生産力も低く、「御物成（年貢）半減」と表現されるような収入の減少をもたらし、藩は慢性的な財政難と窮乏化の進行に悩まされることになる。2代藩主・間部詮方の時代には利根川の手伝普請を命じられたほか、陣屋町は宝暦5年（1755年）に鯖江の大火に見舞われ、3代藩主・間部詮央の時代には江戸屋敷が類焼するなど、たびたび出費を迫られることになった。
5代藩主・間部詮熙は、家中や在方に厳しい倹約令を布くなど、厳しい財政運営を迫られた。一方で儒者の芥川元澄（思堂）を藩儒として招き、後進の教育に当たらせるとともに、『間部家譜』『越前鯖江志』の編纂に当たらせた。6代藩主・間部詮允は先代の遺志を継ぎ、江戸藩邸に「惜陰堂」、国元に藩校「進徳館」を開いた。

### 幕末
7代藩主・間部詮勝は、奏者番に任じられて鯖江移封後の間部家で初めて幕政に関与、以後大坂城代・京都所司代・老中を歴任した。最初の老中就任は天保11年（1840年）であるが、水野忠邦と対立して天保14年（1843年）に辞任。老中在職中に鯖江への築城許可が出ている（家格が城主格に復帰した）が、財政難などのため建設は実現しなかった。御達山と呼ばれた丘陵地帯（長泉寺山）に領民の憩いの場ともなる庭園を開き「嚮陽渓」（現在の西山公園一帯）と名付けた。
安政5年（1858年）、大老井伊直弼のもとで老中に再起用され、勝手掛兼外国御用掛を務めた。詮勝は日米修好通商条約締結の際に朝廷への説明を行う上使として上洛し、京都滞在中には安政の大獄の指揮に当たった。朝廷からは、やむを得ない事情については理解するとの勅書を得て江戸に帰る。ただし、その後井伊直弼と対立し、安政6年（1859年）12月に免職となった。
一橋慶喜と松平慶永が政治の表舞台に復帰すると、文久2年（1862年）11月に老中在職中の「不都合の処置」を理由として隠居・謹慎を命じられた上。1万石を減封されて4万石とされた。藩主は詮実が継いだが、文久3年（1863年）に早世したために詮実の弟の詮道が跡を継ぎ、最後の藩主となる。
慶応3年（1868年）の江戸薩摩藩邸の焼討事件に庄内藩、上山藩、岩槻藩と共に参戦した。

### 鯖江県
明治4年7月14日（グレゴリオ暦1871年8月29日）、廃藩置県により鯖江藩は廃され、鯖江県（さばえけん）が設置された。明治4年11月20日（1871年12月31日）に分割され、福井県（第1次）と敦賀県に再編された。

## 歴代藩主
間部氏
譜代。5万石→4万石。
| 代 | 氏名                 | 官位            | 在職期間                           | 享年 | 備考                                                      |
| -- | -------------------- | --------------- | ---------------------------------- | ---- | --------------------------------------------------------- |
| 1  | 詮言 まなべ あきとき | 従五位下 下総守 | 享保5年 - 享保9年 1720年 - 1724年  | 35   | 越後村上藩から転封。                                      |
| 2  | 詮方 まなべ あきみち | 従五位下 若狭守 | 享保9年 - 宝暦11年 1724年 - 1761年 | 76   | 実父は間部詮貞。                                          |
| 3  | 詮央 まなべ あきなか | 従五位下 主膳正 | 宝暦11年 - 明和8年 1761年 - 1771年 | 34   |                                                           |
| 4  | 詮茂 まなべ あきとお | 従五位下 下総守 | 明和8年 - 天明6年 1771年 - 1786年  | 48   | 前藩主詮央の異母弟。                                      |
| 5  | 詮熙 まなべ あきひろ | 従五位下 主膳正 | 天明6年 - 文化8年 1786年 - 1812年  | 42   |                                                           |
| 6  | 詮允 まなべ あきさね | 従五位下 主膳正 | 文化9年 - 文化11年 1812年 - 1814年 | 25   |                                                           |
| 7  | 詮勝 まなべ あきかつ | 従五位下 下総守 | 文化11年 - 文久2年 1814年 - 1862年 | 81   | 前藩主詮允の異母弟。 文久2年（1862年）に石高1万石を減封。 |
| 8  | 詮実 まなべ あきざね | 従五位下 安房守 | 文久2年 - 文久3年 1862年 - 1864年  | 37   |                                                           |
| 9  | 詮道 まなべ あきみち | 従五位下 下総守 | 元治元年 - 明治4年 1864年 - 1871年 | 40   | 前藩主詮実の異母弟。                                      |

## 陣屋・陣屋町・藩施設
鯖江藩陣屋は元は代官陣屋であった。市内深江に赤門が万慶寺山門に、松阜（まつがおか）神社境内門に受福堂御門（市指定文化財）が移築されている。
藩校としては進徳館があった。

## 幕末の領地
『旧高旧領取調帳』によれば、以下102村が「鯖江藩領分」となっている
- 越前国
  - 今立郡のうち - 85村
  - 丹生郡のうち - 9村
  - 大野郡のうち - 8村

以上の他、今立郡の1村（下荒谷村）が「鯖江藩支配所」である。

## 備考
- 徳川吉宗が「松平頼方」と名乗っていた少年時代に鯖江で3万石の大名になった、とされることがあるが、これは『徳川実紀』が「越前丹生の郷鯖江の地を領したまふ」と誤記していることを由来とする誤りである。頼方領の藩庁は丹生郡下糸生村の葛野陣屋に置かれ、歴史用語としては「葛野藩」と呼ばれる[16]。下糸生村をはじめとする旧葛野藩領の一部は、鯖江藩成立時に鯖江藩の領分となり、そのまま幕末・廃藩置県まで続いた。葛野藩を参照。